# Isochorema flintorum
Isochorema flintorum är en nattsländeart som beskrevs av Schmid 1989. Isochorema flintorum ingår i släktet Isochorema och familjen Hydrobiosidae. Inga underarter finns listade i Catalogue of Life.